# أرييل غوميز ليون
أرييل غوميز ليون (بالإسبانية: Ariel Gómez León)‏ هو سياسي مكسيكي، ولد في 30 سبتمبر 1965 في المكسيك. حزبياً، نشط في حزب الثورة الديمقراطية. وقد انتخب عضو مجلس النواب المكسيك.